# 糙齒短矮脂鯉
糙齒短矮脂鯉（學名：Scopaeocharax rhinodus），為輻鰭魚綱脂鯉目脂鯉亞目脂鯉科的其中一個種，分布於南美洲秘魯Huallaga河中上游流域，體長可達2.4公分，棲息在底中層水域，生活習性不明。